# ماتس هيلج
ماتس هيلج (بالسويدية: Mats Helge Olsson)‏ هو كاتب سيناريو ومخرج ومخرج سويدي، ولد في 10 مايو 1953 في ليدشوبنغ في السويد.

## وصلات خارجية
- ماتس هيلج على موقع IMDb (الإنجليزية)
- ماتس هيلج على موقع ألو سيني (الفرنسية)
- ماتس هيلج على موقع أول موفي (الإنجليزية)
- ماتس هيلج على موقع قاعدة بيانات الأفلام السويدية (السويدية)
- ماتس هيلج على موقع قاعدة بيانات الفيلم (الإنجليزية)
- ماتس هيلج على موقع كينوبويسك (الروسية)